# غلافكوس كليريدس
غلافكوس كليريدس (باليونانية: Γλαύκος Κληρίδης)‏ (و. 1919 – 2013 م) هو سياسي، ومحام من قبرص ولد في نيقوسيا.
تولى منصب قائمة رؤساء قبرص (1993-02-28–2003-02-28) .

## التعليم
تعلم في كلية كينجز لندن.

## روابط خارجية
- غلافكوس كليريدس على موقع مونزينجر (الألمانية)